# Idiops arnoldi
Idiops arnoldi är en spindelart som beskrevs av Hewitt 1914. Idiops arnoldi ingår i släktet Idiops och familjen Idiopidae. Inga underarter finns listade i Catalogue of Life.